# Molí de vent (Garriguella)
Molí de vent és una obra del municipi de Garriguella (Alt Empordà) inclosa en l'Inventari del Patrimoni Arquitectònic de Catalunya. Està situat al nord-oest del nucli urbà de la població i al nord del veïnat de Garriguella Vella. Un cop passada la rotonda de la carretera C-252 en direcció Rabós, s'agafa el primer carrer a la dreta, que porta el nom del molí.

## Descripció
És un edifici de planta irregular, format per diversos cossos adossats i determinat per la tipologia d'aquests. El nucli central està format per un cos rectangular, amb la coberta a dues aigües de teula, i distribuït en una sola planta. La porta principal, orientada al sud, és d'arc rebaixat i està bastida amb maons. Als extrems de llevant i ponent hi ha les dues grans torres cilíndriques, amb diferent alçada. La torre oest té uns 6 metres, distribuïts en planta baixa i dos pisos, i és troncopiramidal. Presenta la coberta a dos vessants de teula i dues obertures orientades a l'est, damunt la teulada del cos central. Són rectangulars, amb muntants i la llinda de maons, en el cas de la del primer pis. La superior presenta la llinda i l'ampit bastits amb dues lloses de pissarra.
A la part superior, el molí presenta unes aspes restituïdes, orientades al sud. La torre est té força menys alçada que l'anterior i també presenta coberta a dues aigües. Hi ha una única finestra, bastida amb posterioritat. A la part posterior de la torre oest hi ha adossat un altre cos rectangular, amb coberta a dues vessants, afegit posteriorment i utilitzat com a menjador. L'interior del molí presenta sostres coberts amb voltes de canó bastides amb pedra i abundant morter de calç, a la zona del molí. Els murs són d'una amplada considerable, aproximadament un metre. Les portes són d'arc rebaixat, amb les llindes de maons. El cos afegit a l'oest presenta bigues de fusta al sostre. Tota la construcció es troba bastida amb pedres desbastades i lloses de pissarra, lligades amb abundant morter de calç.